# Lilla Kringsjön, Skåne
Lilla Kringsjön är en sjö i Östra Göinge kommun i Skåne och ingår i Helge ås huvudavrinningsområde. Sjön har en area på 0,0412 kvadratkilometer och ligger 98,5 meter över havet.

## Delavrinningsområde
Lilla Kringsjön ingår i det delavrinningsområde (624623-140312) som SMHI kallar för Mynnar i Bivarödsån. Medelhöjden är 108 meter över havet och ytan är 18,12 kvadratkilometer. Det finns inga avrinningsområden uppströms utan avrinningsområdet är högsta punkten. Grydå som avvattnar avrinningsområdet har biflödesordning 3, vilket innebär att vattnet flödar genom totalt 3 vattendrag innan det når havet efter 65 kilometer. Avrinningsområdet består mestadels av skog (82 procent). Avrinningsområdet har 2,2 kvadratkilometer vattenytor vilket ger det en sjöprocent på 12,1 procent.